# Оборняча (Північно-Бацький округ, Воєводина)
Оборняча (серб. Оборњача) — село в Сербії, належить до общини Бачка-Топола Північно-Бацького округу в багатоетнічному, автономному краю Воєводина. З 2010 року з села виїхали останні мешканці і воно перетворюється в пустку.

## Населення
Населення села становить 2 особи (2002, перепис), з них:
- мадяри — 2 — 100%;

Решту жителів, з різних причин, впродовж століття вибралися з села на інші терени.